# BWF International Series 2024
Die BWF International Series 2024 war die 18. Auflage der BWF International Series im Badminton. 

## Turniere und Sieger
| Veranstaltung                 | Herreneinzel            | Dameneinzel                   | Herrendoppel                                           | Damendoppel                                                 | Mixed                                      |
| ----------------------------- | ----------------------- | ----------------------------- | ------------------------------------------------------ | ----------------------------------------------------------- | ------------------------------------------ |
| Estonian International        | Joakim Oldorff          | Rosy Oktavia Pancasari        | Loh Kean Hean Nicholas Low                             | Bengisu Erçetin Nazlıcan İnci                               | Jones Ralfy Jansen Thuc Phuong Nguyen      |
| Swedish Open                  | Pablo Abián             | Devika Sihag                  | William Kryger Boe Christian Faust Kjær                | Moa Sjöö Tilda Sjöö                                         | Rasmus Espersen Amalie Cecilie Kudsk       |
| Sri Lanka International       | Sheng Xiaodong          | Ruzana                        | Sirawit Sothon Natthapat Trinkajee                     | Pichamon Phatcharaphisutsin Nannapas Sukklad                | Phatharathorn Nipornram Nattamon Laisuan   |
| Portugal International        | Joakim Oldorff          | Devika Sihag                  | Chen Zhi-ray Lin Yu-chieh                              | Chloe Birch Estelle van Leeuwen                             | Ethan van Leeuwen Chloe Birch              |
| Dutch International           | Mads Juel Møller        | Isharani Baruah               | Rory Easton Alex Green                                 | Ashwini Bhat Shikha Gautam                                  | Rory Easton Lizzie Tolman                  |
| Slovenia Open                 | Justin Hoh              | Rakshitha Ramraj              | Muhammad Al Farizi Nikolaus Joaquin                    | Siti Sarah Azzahra Agnia Sri Rahayu                         | Amri Syahnawi Indah Cahya Sari Jamil       |
| Austrian Open                 | Prahdiska Bagas Shujiwo | Deswanti Hujansih Nurtertiati | Daniel Edgar Marvino Christopher David Wijaya          | Arlya Nabila Thesa Munggaran Az Zahra Ditya Ramadhani       | Marwan Faza Felisha Pasaribu               |
| Santo Domingo International   | abgesagt                | abgesagt                      | abgesagt                                               | abgesagt                                                    | abgesagt                                   |
| Mauritius International       | Yudai Okimoto           | Nanaho Kondo                  | Julien Maio William Villeger                           | Kaho Osawa Mai Tanabe                                       | Julien Maio Léa Palermo                    |
| Myanmar International         | abgesagt                | abgesagt                      | abgesagt                                               | abgesagt                                                    | abgesagt                                   |
| Polish International          | Ditlev Jæger Holm       | Anmol Kharb                   | Wesley Koh Junsuke Kubo                                | Paulina Hankiewicz Kornelia Marczak                         | Kristoffer Kolding Mette Werge             |
| Uganda International          | B. M. Rahul Bharadwaj   | Loh Zhi Wei                   | Nithin H. V. Venkata Harsha Vardhan Rayudu Veeramreddy | Gayatri Rawat Mansa Rawat                                   | Ashraf Daniel Zakaria Lim Xuan             |
| Egypt International           | Raghu Mariswamy         | Stefani Stoeva                | Kittisak Namdash Samatcha Tovannakasem                 | Lucie Amiguet Caroline Racloz                               | Koceila Mammeri Tanina Mammeri             |
| Algeria International         | Aria Dinata             | Yasmine Hamza                 | Koceila Mammeri Youcef Sabri Medel                     | Téa Margueritte Flavie Vallet                               | Koceila Mammeri Tanina Mammeri             |
| Czech Open                    | Matthias Kicklitz       | Frederikke Lund               | Jiří Král Ondřej Král                                  | Paulina Hankiewicz Kornelia Marczak                         | Kristoffer Kolding Mette Werge             |
| Peru International            | Misha Zilberman         | Juliana Viana Vieira          | Izak Batalha Matheus Voigt                             | Jaqueline Lima Sâmia Lima                                   | Luis Montoya Miriam Rodríguez              |
| Venezuela International       | abgesagt                | abgesagt                      | abgesagt                                               | abgesagt                                                    | abgesagt                                   |
| Mexico International          | Mark Shelley Alcala     | Gianna Stiglich               | Christopher Martínez Jonathan Solís                    | Romina Fregoso Miriam Rodríguez                             | Luis Montoya Miriam Rodríguez              |
| Hungarian International       | Jakob Houe              | Wang Yu-si                    | Jonathan Lai Nyl Yakura                                | Abbygael Harris Lizzie Tolman                               | Mihajlo Tomić Anđela Vitman                |
| Norwegian International       | Chen Chi-ting           | Wang Yu-si                    | Maël Cattoen Lucas Renoir                              | Paulina Hankiewicz Kornelia Marczak                         | Otto Reiler Amanda Aarrebo Petersen        |
| Malaysia International Series | Richie Duta Richardo    | Siti Zulaikha                 | Emanuel Randhy Febryto Reza Dwicahya Purnama           | Lin Fangling Zhou Xinru                                     | Shang Yichen Lin Fangling                  |
| Li-Ning Vietnam International | Kim Byung-jae           | Kim Min-ji                    | He Zhi-wei Huang Jui-hsuan                             | Isyana Syahira Meida Rinjani Kwinara Nastine                | Trần Đình Mạnh Phạm Thị Khánh              |
| Zambia International          | Dmitriy Panarin         | Era Maftuha                   | Agil Gabilov Dicky Dwi Pangestu                        | Aminath Nabeeha Abdul Razzaq Fathimath Nabaaha Abdul Razzaq | Agil Gabilov Era Maftuha                   |
| Bahrain International (I)     | Kavin Thangam Kavin     | Prakriti Bharath              | Solomon Padiz Julius Villabrille                       | Annanya Pravin Prerana N. Shet                              | Evgeni Panev Gabriela Stoeva               |
| Suriname International        | Misha Zilberman         | Inés Castillo                 | Sören Opti Mitchel Wongsodikromo                       | Inés Castillo Namie Miyahira                                | Christopher Martínez Diana Corleto         |
| Felet Vietnam International   | Kim Byung-jae           | Kana Furukawa                 | He Zhi-wei Huang Jui-hsuan                             | Lin Fangling Zhou Xinru                                     | Shang Yichen Lin Fangling                  |
| Bahrain International (II)    | Manraj Singh            | Nanami Someya                 | Christian Bernardo Alvin Morada                        | Gabriela Stoeva Stefani Stoeva                              | Dmitriy Panarin Aisha Zhumabek             |
| El Salvador International     | Mark Shelley Alcala     | Juliana Viana Vieira          | Fabrício Farias Davi Silva                             | Jaqueline Lima Sâmia Lima                                   | Davi Silva Sânia Lima                      |
| Welsh International           | Karono                  | Huang Ching-ping              | Oliver Butler Samuel Jones                             | Paula López Lucía Rodríguez                                 | Rubén García Lucía Rodríguez               |
| Thailand International Series | Jeon Hyeok-jin          | Tidapron Kleebyeesun          | Choi Sol-gyu Lim Su-min                                | Tidapron Kleebyeesun Nattamon Laisuan                       | Phuwanat Horbanluekit Fungfa Korpthammakit |